# الدوري البرتغالي الممتاز 2016
الدوري البرتغالي الممتاز 2016 هو الموسم 1 من الدوري البرتغالي الممتاز. أقيم خلال الفترة 27 يناير 2016 وحتى 20 أبريل 2016، وكان عدد الأندية المشاركة فيه 12، وفاز فيه نادي فلومينينسي.